# Pan Peninsula
Pan Peninsula známý také jako 1 Millharbour je dvojice obytných mrakodrapů na Isle of Dogs (Ostrově psů) v Londýně, poblíž stanice DLR South Quay. Komplex se skládá z východní a západní věže, východní převyšuje se 147 metry západní o 25 metrů. Budova byla navržena architektonickou kanceláří Skidmore, Owings and Merrill, dostavěna byla v roce 2009, v té době to byla třináctá nejvyšší budova Londýna. V budovách se nachází například tělocvična, recepce, v nejvyšším patře východní věže bar a restaurace.